# Derek Deadman
Derek Deadman (Londres, 11 de marzo de 1940-Frespech, 22 de noviembre de 2014) fue un actor inglés.

## Biografía
Derek Deadman, hijo de George y Edith Deadman, empezó trabajando como limpiador de ventanas y decorador. Sus primeros papeles fueron en televisión, haciendo papeles menores como el de Rankin en dos episodios de la serie de televisión Get Some In! en 1975 y en 1978. También hizo el papel de Ringo en 39 de los 66 episodios de la serie Never the Twain entre 1981 y 1991. También desempeñó el papel del despiadado Comandante Sontaran en el serial The Invasion of Time de la serie Doctor Who.
Su apariencia en películas incluyen la parte de Robert, el siervo ingenioso del maligno de la película Time Bandits y el tabernero del Caldero Chorreante, Tom, en Harry Potter y la piedra filosofal.

## Filmografía
| Año  | Título                               | Rol                           |
| ---- | ------------------------------------ | ----------------------------- |
| 1972 | Los cuentos de Canterbury            | El perdonador                 |
| 1976 | Queen Kong                           | Cockney                       |
| 1977 | Jabberwocky                          | Aprendiz de armero            |
| 1982 | Funny Money                          | Conductor de taxi             |
| 1983 | Nunca digas nunca jamás              | Portero en Shrublands         |
| 1983 | Bullshot                             | Reg Erskine                   |
| 1991 | Robin Hood, príncipe de los ladrones | Kneelock                      |
| 2001 | Crush                                | Pequeño hombre del crematorio |
| 2001 | Harry Potter y la piedra filosofal   | Tom                           |